# Zlatý vrch
Der Zlatý vrch (deutsch Goldberg) (657 m) ist ein Berg im Lausitzer Gebirge in Nordböhmen (Tschechien). An der Ost- und Südseite hat ein bis 1973 betriebener Steinbruch den Berg ernsthaft in seiner Substanz gefährdet. Wegen der dabei freigelegten Basaltsäulen und des markanten Gipfelbereiches wurde der Berg als Nationales Naturdenkmal auf 4,13 ha im Jahre 1964 erneut unter Schutz gestellt.

## Lage und Umgebung
Der Zlatý vrch befindet sich am Hauptkamm des Lausitzer Gebirges etwa 5 km nordöstlich von Česká Kamenice (Böhmisch Kamnitz). Unmittelbar am Fuße liegt das kleine Dorf Líska (Hasel), ein Ortsteil von Česká Kamenice. Nordwestlich, schon am Übergang zur Böhmischen Schweiz, überragt der mächtige Studenec (Kaltenberg) die Landschaft am Zlatý vrch.

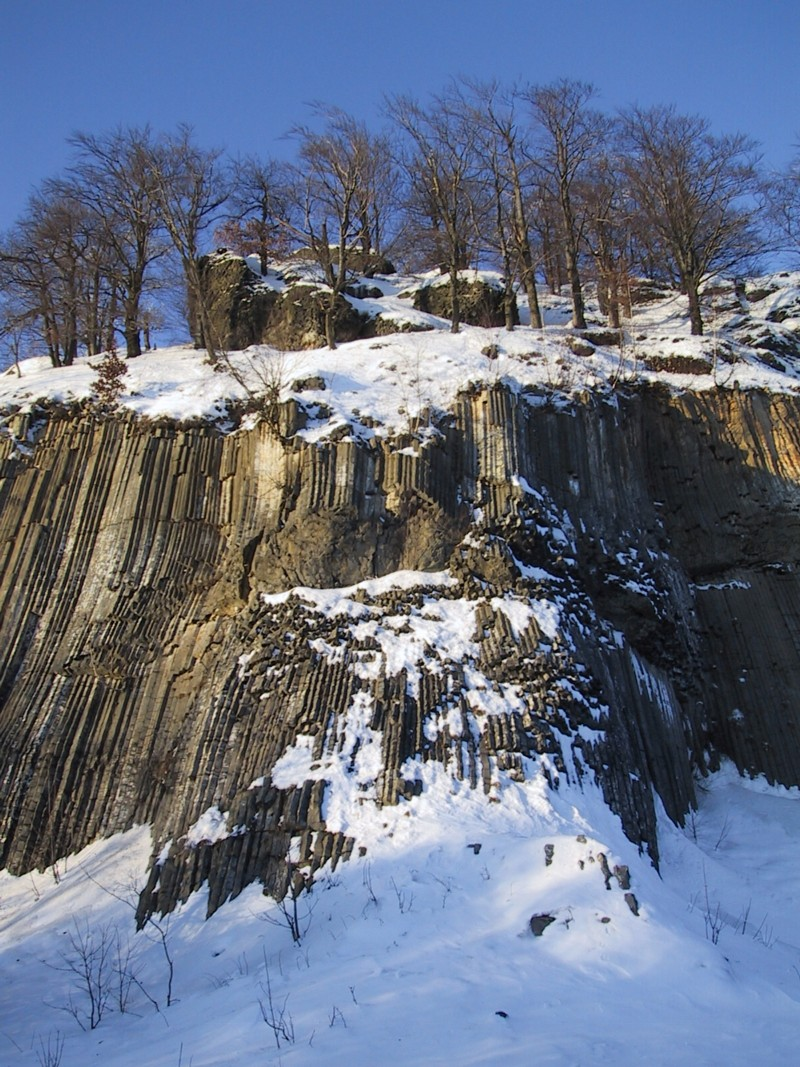
Basaltsäulen am Zlatý vrch
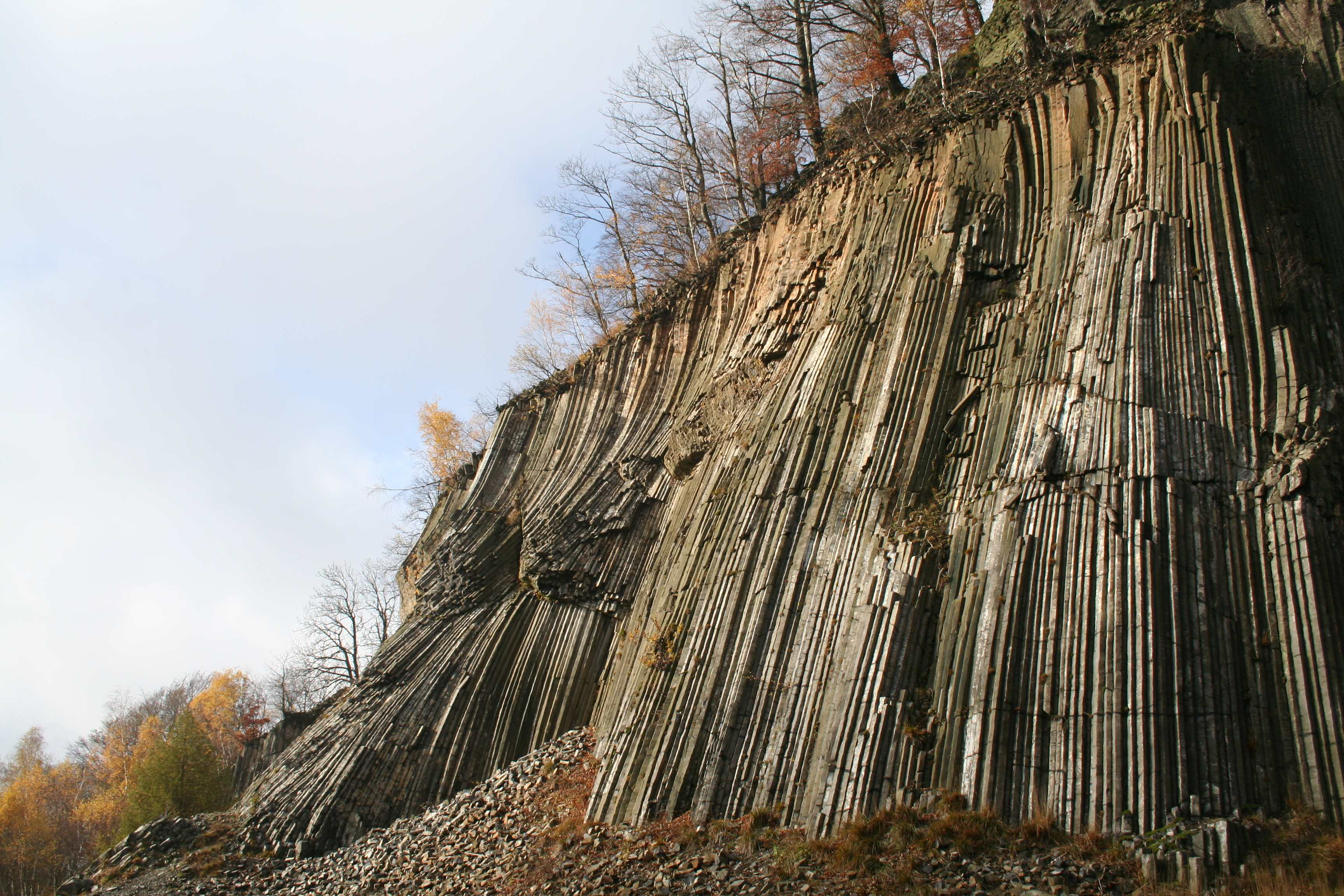
Naturdenkmal Basaltsteinbruch Zlaty vrch
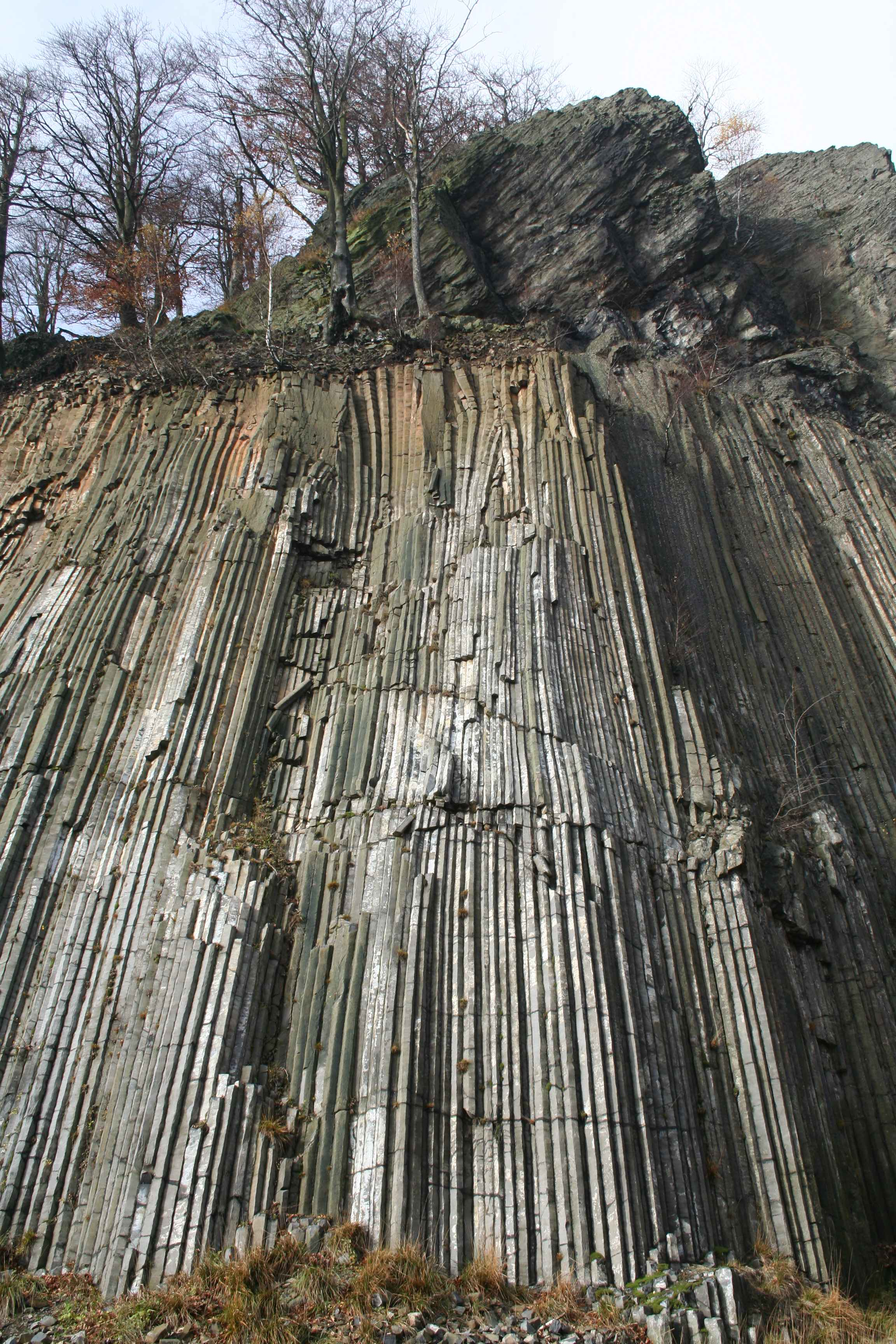
Vertikale Basaltsäulen
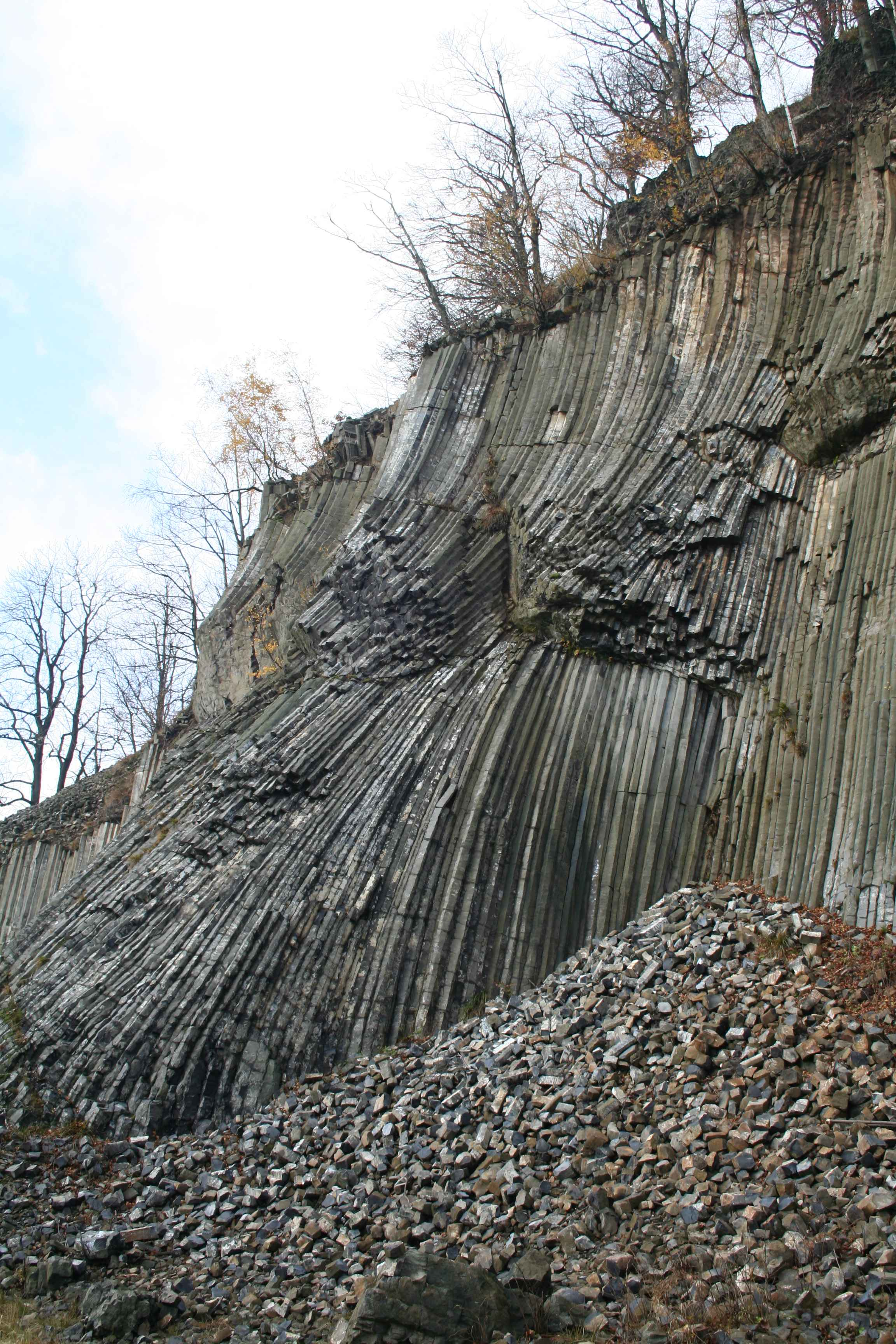
Basaltsäulen

## Geschichte
Der Abbau der Basaltsäulen wurde 1940 eingestellt und als Naturdenkmal zusammen mit dem Stříbrný vrch (Silberberg) ausgewiesen, aber noch vor Ende des Zweiten Weltkrieges begann der Steinbruchbetrieb wieder, der auch danach weitergeführt wurde. Endgültig wurde das Brechen der Basaltsäulen am 27. November 1973 beendet.

## Wege zum Gipfel
- Der Berg liegt am rot markierten Kammweg (Europäischer Fernwanderweg E3) im Lausitzer Gebirge, eine markierte Abzweigung führt zum ehemaligen Steinbruch an der Ostseite. Der Gipfelbereich steht unter Naturschutz und ist deshalb nicht zugänglich.